# Wikkelmof
Een wikkelmof is een techniek waarmee met behulp van gaasband, tape, kunsthars en perspomp een kabelmof wordt gemaakt. De wikkelmof dient ter bescherming van een kabelverbinding waarbij de verbinding elektrisch geïsoleerd, waterdicht afgesloten en mechanisch beschermd is.
Een wikkelmof wordt gemaakt middels het gebruik van een aantal losse basiscomponenten, bestaande uit; gaasband, wikkeltape, kunsthars en een inspuitventiel voor het injecteren van hars. Allereerst wordt de kabelverbinding ingewikkeld met een aantal lagen gaasband. Dit gaasband zorgt voor een juiste isolatiedikte rondom de kabelverbinding waar hars in kan stromen en wordt vervolgens met een aantal lagen tape vloeistofdicht ingewikkeld om het weglekken van de hars te voorkomen. Ook wordt er tijdens het intapen van de kabelmof een inspuitventiel mee ingewikkeld. Via dit inspuitventiel wordt de kunsthars geïnjecteerd.
De wikkelmof wordt onder andere toegepast door de Nederlandse energienetbeheerders. Het wikkelmofsysteem is flexibel en toepasbaar in elke situatie en heeft logistieke voordelen ten opzichte van de maatgebonden gietmoffen.